# フロー・スタインバーグ
フローレンス・スタインバーグ（Florence Steinberg, 1939年3月17日 - 2017年7月23日）はアメリカの出版人。1975年に発行した『ビッグアップル・コミックス』は最初期の独立系コミックブックで、アンダーグラウンド・コミックとオルタナティヴ・コミックの中間的な性格だった。1960年代のいわゆるコミックブックのシルバーエイジにはマーベル・コミックス編集長スタン・リーの唯一の部下として、成長途上の同社で受付やファン対応に当たっていた。マーベルが社員2名の小出版社からポップカルチャー・コングロマリットにまで発展していく時期のキーパーソンの一人であり、生き証人でもある。
スタインバーグはコミックキャラクターとしてマーベル作品に登場したことがあり、コンベンションで登壇したり雑誌の人物記事で取り上げられたりもしている。

## 生い立ち
父親はタクシー運転手、母親は公共速記者だった。アメリカのマサチューセッツ州ボストンで生を受け、同市のドーチェスター地区とマタパン地区で育った。ボストンのロックスベリー・メモリアル女子高校では生徒会会長を務めた。マサチューセッツ大学アマースト校に進んで歴史を専攻し、シグマ・デルタ・タウソロリティの会員となり、1960年に学士号を取得した。その後はボストンのニューイングランド・テレフォン社でサービス担当として働くかたわら、エドワード・ケネディが連邦上院に初立候補した選挙戦にボランティアとして参加した。1963年にニューヨークに移るとロバート・F・ケネディの上院出馬にも参加したが、本人の言では「深いかかわりではない」という。

## 経歴

### シルバーエイジのマーベル・コミックス

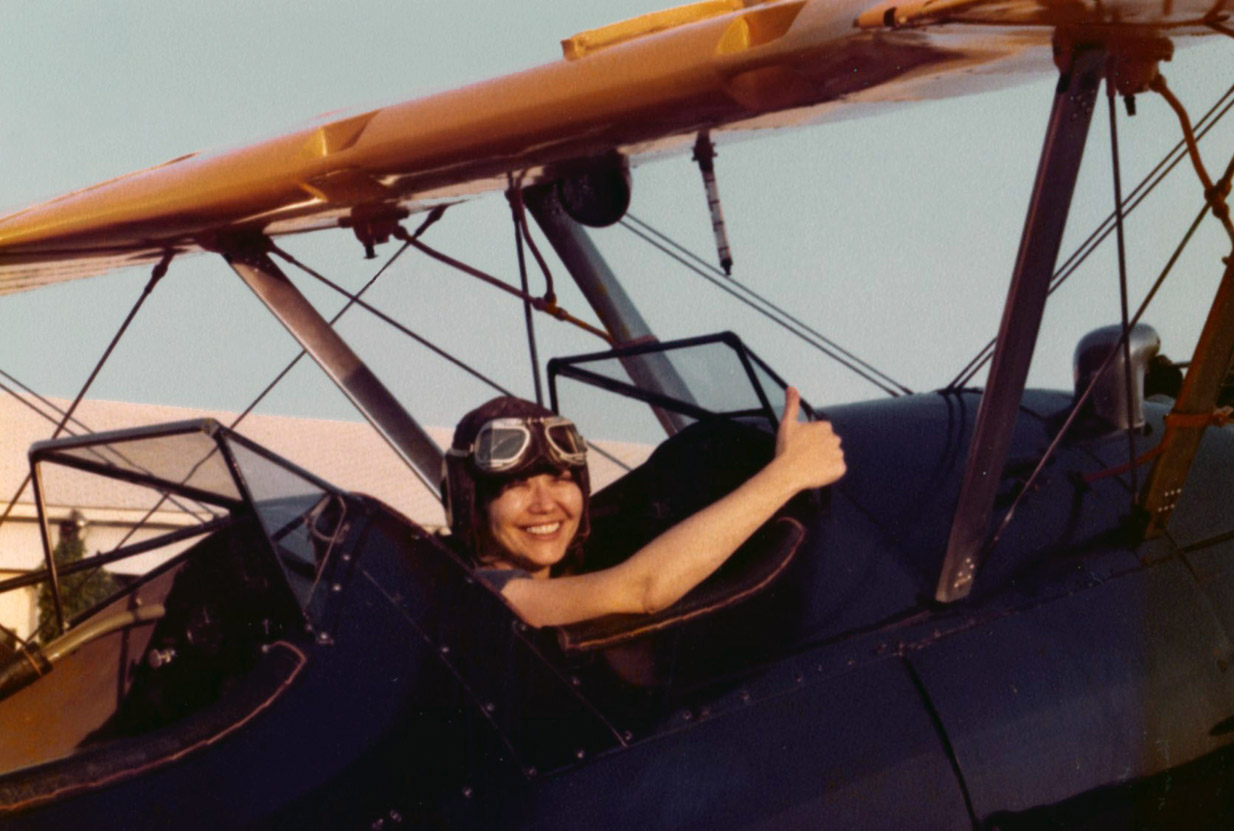
スタインバーグ（1980年）。

1963年3月にニューヨークに移り、その時代のキャリアガールがよくやっていたように、キリスト教女子青年会に滞在しながら職業紹介所を通じた職探しに数カ月を費やした。2002年のインタビューでは「いくつか面接を受けた後でマガジン・マネジメントという出版社を紹介されました」と語っている。「そこでスタン・リーという男性に会いました。リーが探していたのは、当時「ギャル・フライデー（女性秘書）」と呼ばれていた存在でした。… スタンは自分専用の事務室を持っていましたが、同じだだっ広いフロアには部屋がいくつもあって、その会社の雑誌部門がほとんど収まっていました。… マガジンマネジメントはマーベル・コミックスのほか、何冊もの男性誌、映画雑誌、クロスワードパズル本、ロマンスコミック誌、体験告白雑誌、探偵雑誌を出版していました。… それぞれの部署が交代で週に1日ずつ電話交換台を受け持ちました。… 正規の交換手が昼休みでいない間に」スタインバーグによると、当時は「初給週60ドルならラッキーな方でした … でもスタンは65ドルを提示してくれて、就職を決める大きな後押しになりました！」。
この時期マーベルの社員はリーとスタインバーグだけで、ほかの仕事はフリーランスに任されていた。スタインバーグによると、事実上プロダクションマネージャーの役を務めていたのはソル・ブロドスキーで、「よくオフィスに来ては画板を据え付けて広告ページの貼り込み台紙を作っていました」という。当時のマーベル社は「ブルペン」という部屋が知られている。居並んだ作画家が画板に向かって絵を直したり印刷用に加工したり、あるいは後にマーベル作品の読者欄やお知らせページ（ブルペン・ブレティンズ）で描かれたように、リーやジャック・カービー、スティーヴ・ディッコ、ドン・ヘックのような面々が無駄口を叩き合っている伝説的なクラブ室である。スタインバーグの記憶では、ブルペンが現実に初めて作られたのは同社が都心部の655-635マディソン・アベニューに移転してからだったという。「スタンはようやく自分の事務所を手に入れました。窓がついた広いスペースが私の居場所でした。社員になったソル・ブロドスキーもそこに机を置きました」。
スタインバーグはリーの秘書を務めるのに加え、作画家を手配してはおだて上げて〆切までに原稿を提出させ、ファンレターに返事を書き、特にファンクラブの有料会員には特典一式を送り、業界の自己検閲の承認印であるコミックス・コード・マークを表紙に載せるためにコミックス倫理規定委員会にアートワークを送付した。コミック作家に会おうとして編集部に押しかけてくるファンに対応するのもスタインバーグの役目だった。「オフィスを訪ねてくる人が現れ始めました。そのときは私が出て行って用を聞かなければなりません。そうすると小さな子供は私の横をすり抜けて行こうとします。 … それで仕方がないからその子を引き倒します。… みんな子供が訪ねてくるのはいいことだと思っていましたが、そうだとしても … こっちは仕事をしてるんですから」。 
作画家のジム・ムーニーはこう回想している。 
素晴らしい女性でしたよ！ DCへ行くとビジネスライクなもので、終わって出てきたら「やれやれ、一杯やるか」という気になります。（笑）マーベルへ行くでしょ、中に入るでしょ、そこでフローが言うんです。「あらジムこんにちわ！ すぐスタンを呼ぶから！ スタン！！！ ジム・ムーニーよ！」それで私は「なんだこれは、俺有名人じゃないか」となります。（笑）素敵な人でした。そう思っていたのは私だけじゃありません。本当ですよ。誰も彼もそうでした。でも今でも、あれは本当は私だけだったような気もします。
八面六臂の働きをしていたスタインバーグ（マーベル関係者の例に漏れず「ファビュラス・フロー」という愛称が与えられた）は、当時についてこう述べている。
ファンが送ってくる郵便物や、スタンが始めたメリー・マーベル・マーチング・ソサエティ（ファンクラブ）に圧し潰されそうでした。仕事が多すぎたんです！ 臨時に手伝いが必要になったとき、バージニアのリンダ・ファイトという女子大生から素敵な手紙を受け取りました。その子はマーベルに来て私の下で働くことになったんですが、そのうち原作と制作の仕事に移りました。
スタインバーグはオルタナティヴ紙『ロサンゼルス・フリープレス』のインタビュー記事のためマーベル社までスタン・リーを訪ねてきたトリナ・ロビンズと出会って親交を結び、アンダーグラウンド・コミックス界に触れた。ロビンズを通してニューヨークのオルタナティヴ紙『イースト・ヴィレッジ・アザー』の寄稿者やアンダーグラウンド・コミック作家に交友関係を広げた。
1968年にマーベルでスタインバーグの後任となったロビン・グリーンは、後にジャーナリストとなって『ローリング・ストーン』誌にこう書いた。
マーベル・コミックスで職に就いたのは3年前になる。私はフローの後任だったが、その穴を本当に埋めることはできなかった。ファンの間でファビュラス・フロー・スタインバーグとして知られる彼女は、編集長スタン・（ザ・マン・）リーその人と同じくらい、マーベルの第二ゴールデンエイジの立役者だった。フローがマーベルに入社したのは、スタンが自作のキャラクターに奥行きや人格と個性を与えてコミック界に革命を起こした直後で、まさにマーベルが巨大になっていく時期だった。

### キャリア後半
スタインバーグは1968年にマーベルを去った。「私は疲れ切っていました。ファンから膨大な郵便物が届くので、辞めるまでの何年かはとても長く感じました。郵便袋はどんどん届くし、全部のファンレターに返信しなければならなかったんです」 仕事そのものは5年間勤め上げた後も大して高給ではなく、退職までに得た昇給は5ドルに満たなかった。マリー・セヴェリンは2002年にスタインバーグの送別会を回想してこう述べている。
マーベルが今までにやった最大の愚行は、フローが要求した昇給を却下したことだと思います。裏表がなくて決断力もある人なんだから、社にいれば後々貴重な人材になったはずなのに。… 私はこう思っていました。「こいつら一体何なんだ。フローは特別だ。仕事をよく分かっている。ファンの扱いが上手い。愛社精神がある。当然受けるべき昇給がないのはどういうわけなんだ？ ボケどもが」
1969年2月発売のコミックスの「ブルペン・ブレティン」欄で、スタインバーグが「ロックフェラー・センターの素晴らしい転職先で働いている」ことが伝えられた。業界団体の米国石油協会に職を得たスタインバーグは2年半にわたってパンフレットや技術マニュアルの編集に携わり、協会がワシントンDCに移転する際に退社した。このころにはトリナ・ロビンズ、キム・ディーチ、ミシェル・ブランド、ロジャー・ブランドなどニューヨークのアンダーグラウンド・コミック作家と交友を持っていた。これらの作家がアンダーグラウンドシーンの中心だったカリフォルニア州サンフランシスコに引っ越していくと、1970年後半にスタインバーグも後を追った。1年後にはサンフランシスコを去ったが、その間にアート・スピーゲルマンをはじめとする漫画家と親しくなり、ゲイリー・アーリントンのサンフランシスコ・コミックブック・カンパニーで働いた。その後はしばらくボストンの実家で過ごしてからニューヨークに戻った。1984年の回想によると、マーベルの作画家で友人のハーブ・トリンプが「[マンハッタンの] 80丁目後半に使われていないスタジオを持っていたので、そこに住んで職探しをしました」という。見つかったのはホラーコミック誌の出版社ウォーレン・パブリッシングの通信販売部門キャプテン・カンパニーを運営する仕事で、3年間続いた。
1974年のニューヨーク・コミックアートコンベンションでは、マリー・セヴェリン、ジーン・トーマス（当時の夫ロイ・トーマスとときどき共作していた女性）、ファン代表のアイリーン・ヴァルタノフらとともにコミック界における女性の役割についてのパネルに登壇した。
1975年に『ビッグアップル・コミックス』を発行した。アンダーグラウンド・コミックスと現代的なインディペンデント・コミックスをつなぐ重要なリンクであり、ニール・アダムス、アーチー・グッドウィン、アル・ウィリアムソン、デニー・オニール、ウォーリー・ウッドのようなメインストリームの有力作家が寄稿していた。批評家ケン・ジョーンズは後年の1986年のレビューで、『ビッグアップル・コミックス』とマーク・エヴァニアの『ハイ・アドベンチャー』が「最初に刊行された真のオルタナティヴ・コミックス」だったかもしれないと述べている。
1984年時点ではマンハッタンを拠点とする『アーツ・マガジン』の編集長を務めていた。1990年代にマーベルに復帰して校正者となり、パートタイムになりつつも2017年まで続けた。

## 死去
スタインバーグは2017年7月23日に脳動脈瘤と転移性肺癌の合併症で死去した。マーベルはこれを受けた声明で「… 常に変わらずマーベルの核心であり、自ら伝説を築いた人でもあった」と賛辞を送った。遺体はニューヨーク州カーホンクソンのユダヤ人墓地に埋葬されると報じられた。
同月、マーベルの女性編集員がスタインバーグを追悼する集合写真をSNSに投稿した。これは男性コミックファンの敵意を呼び、コミックスゲートと呼ばれる運動が広まるきっかけとなった。

## オマージュ
スタインバーグはスタン・リー、ジャック・カービー、ソル・ブロドスキーと並んでコミックキャラクターとされ、作中設定の改変を特徴とするシリーズ『ホワット・イフ』第11号（1978年10月）の主役を務めた。カービーの原作・作画によるこの風変わりな作品で、マーベル・ブルペンの4人はそろってファンタスティック・フォーに変身する。スタインバーグはインビジブルガール（現在はインビジブルウーマン）に擬せられた。
マーベル世界のパラレルワールドを舞台とする『アルティメット・ファンタスティック・フォー』第28号（2006年5月）にはライターのマーク・ミラーによってオマージュが込められたシーンがある。ほぼスーパーヒーローだけが住む異世界の地球において、スタインバーグは大統領ソーの秘書として登場し、若いヒューマン・トーチに小言を言う。

## 関連文献
- "Special Fabulous Flo Steinberg Celebration", Comic Book Artist #18, April 2002
- The Great Women Superheroes, by Trina Robbins (Kitchen Sink Press, 1996); index entries, pp. 129, 133.
- Women and the Comics, by Trina Robbins and Catherine Yronwode (Eclipse Books, 1985); index entry, p. 104
- Marvel: Five Fabulous Decades of the World's Greatest Comics, by Les Daniels (Harry Abrams, 1991); index entries, pp. 103–105, 107, 128.
- "Jack Kirby Tribute", The Comics Journal #167 (April 1994), p. 1-19. Brief tributes by many comics professionals, including Steinberg
- Letter-to-the-editor, Inside Comics #2 (Summer 1974)
- "Interview with the Invisible Woman, Flo Steinberg", Jack Kirby Collector, #18 (Jan. 1998), p. 45-46